# Nard
Nardul (Nardostachys jatamansi) este o plantă cu flori din familia valerianei care crește în Munții Himalaya. Ea produce un tip de ulei esențial  puternic aromat de culoarea ambrei. Uleiul a fost folosit din timpuri străvechi ca parfum, ca medicament și în ceremonii religioase.

## Descriere
Nardostachys jatamansi este o plantă cu flori din familia caprifoiului care crește în partea de est a munților Himalaya, în special în regiunile din Kumaon, Nepal, Sikkim și Bhutan. Planta crește până la o înălțime de aproximativ 1 m și are flori roz în formă de clopot. Este găsită la altitudinea de aproximativ 3.000-5.000 de metri. Rizomii (tulpinile subterane) pot fi zdrobiți, iar lichidul rezultat poate fi distilat într-un ulei esențial puternic aromat de culoarea ambrei, care are o consistență foarte densă. Uleiul de nard este folosit ca parfum, tămâie, sedativ și medicament pe bază de plante în combaterea insomniei, a problemelor de naștere și a altor boli minore.

## Fitochimie
Componentele chimice ale Nardostachys jatamansi au fost analizate într-o serie de studii diferite. Acești compuși includ:
- acaciin
- acid ursolic
- octacosanol
- kanshone A
- nardosinonediol
- nardosinon
- aristolen-9beta-ol
- acid oleanolic
- beta-sitosterol

## Utilizare istorică
Nardostachys jatamansi a fost folosit ca ingredient în fabricarea tămâii de nard, deși s-a folosit în acest scop și lavanda în vremurile vechi. Ea are, de asemenea, o varietate de întrebuințări în statul Sikkim din nord-estul Indiei. Ea a fost ca dar al magilor la  nașterea domnului nostru Iisus Hristos